# Hvozdiv, Vasîlkiv
Hvozdiv (în ucraineană Гвоздів) este o comună în raionul Vasîlkiv, regiunea Kiev, Ucraina, formată numai din satul de reședință. În secolul al XIX-lea, satul făcea parte din volostul Hotiv, uezdul Kiev.

## Demografie
Componența lingvistică a comunei Hvozdiv
     Ucraineană (96,67%)
     Rusă (2,89%)
     Alte limbi (0,22%)
Conform recensământului din 2001, majoritatea populației comunei Hvozdiv era vorbitoare de ucraineană (96,67%), existând în minoritate și vorbitori de rusă (2,89%).

## Legături externe
- pl Hwozdów (1) nad rzeką Rosławką în Dicționarul geografic al Regatului Poloniei și al altor țări slave, volum XV, p. 1 (Abablewo — Januszowo) 1900